# Freccia del Brabante 2024
La Freccia del Brabante 2024, sessantaquattresima edizione della corsa e valevole come diciassettesima prova dell'UCI ProSeries 2024 categoria 1.Pro, si svolse il 10 aprile 2024 per un percorso di 195,2 km, con partenza da Lovanio e arrivo a Overijse, in Belgio. La vittoria fu appannaggio del francese Benoît Cosnefroy, il quale completò il percorso in 4h17'02", alla media di 45,566 km/h, precedendo i belgi Dylan Teuns e Tim Wellens.

## Squadre e corridori partecipanti
| N.      | Cod. | Squadra                         |
| ------- | ---- | ------------------------------- |
| 1-7     | DAT  | Decathlon AG2R La Mondiale Team |
| 11-17   | ADC  | Alpecin-Deceuninck              |
| 21-27   | IWA  | Intermarché-Wanty               |
| 31-37   | SOQ  | Soudal Quick-Step               |
| 41-47   | ARK  | Arkéa-B&B Hotels                |
| 51-57   | TBV  | Bahrain Victorious              |
| 61-67   | COF  | Cofidis                         |
| 71-77   | EFE  | EF Education-EasyPost           |
| 81-86   | DFP  | Team DSM-Firmenich PostNL       |
| 91-97   | JAY  | Team Jayco AlUla                |
| 101-107 | UAD  | UAE Team Emirates               |

| N.      | Cod. | Squadra                |
| ------- | ---- | ---------------------- |
| 111-117 | LTD  | Lotto Dstny            |
| 121-127 | IPT  | Israel-Premier Tech    |
| 131-137 | BWB  | Bingoal WB             |
| 141-147 | TFB  | Team Flanders-Baloise  |
| 151-157 | CJR  | Caja Rural-Seguros RGA |
| 161-167 | TNN  | Team Novo Nordisk      |
| 171-177 | Q36  | Q36.5 Pro Cycling Team |
| 181-187 | TDT  | TDT-Unibet             |
| 191-197 | TEN  | TotalEnergies          |
| 201-207 | TUD  | Tudor Pro Cycling Team |
| 211-217 | UXM  | Uno-X Mobility         |

## Ordine d'arrivo (Top 10)
| Pos. | Corridore           | Squadra     | Tempo    |
| ---- | ------------------- | ----------- | -------- |
| 1    | Benoît Cosnefroy    | Decathlon   | 4h17'02" |
| 2    | Dylan Teuns         | Israel      | s.t.     |
| 3    | Tim Wellens         | UAE         | s.t.     |
| 4    | Joseph Blackmore    | Israel      | s.t.     |
| 5    | J. Alveiro Cepeda   | Caja Rural  | s.t.     |
| 6    | Quinten Hermans     | Alpecin     | s.t.     |
| 7    | Marijn van den Berg | EF          | a 10"    |
| 8    | Michael Matthews    | Jayco       | a 28"    |
| 9    | Vito Braet          | Intermarché | s.t.     |
| 10   | Corbin Strong       | Israel      | s.t.     |